# Doin' What Comes Natur'lly
Doin' What Comes Natur'lly es una canción escrita para el musical de 1946 Annie Get Your Gun por el compositor Irving Berlin. La canción fue estrenada en la producción original del musical por la cantante Ethel Merman; otras cantantes que la han grabado son: Betty Hutton, Judy Garland, Bernadette Peters, Suzi Quatro, The DeMarco Sisters y Dinah Shore.
En la canción Annie Oakley —una tiradora que participó durante diecisiete años en el espectáculo de Buffalo Bill que recreaba escenas del viejo oeste— y su familia cantan felizmente, expresando como viven muy bien sin tener educación ni dinero.